# Alexandra Adi
Alexandra Adi (New York, 13 aprile 1971) è un'attrice statunitense.

## Filmografia
Cinema
- Eddie - Un'allenatrice fuori di testa (Eddie), regia di Steve Rash (1996)
- Cop Land, regia di James Mangold (1997)
- American Pie, regia di Paul Weitz e Chris Weitz (1999) - non accreditata
- Il custode (Mortuary), regia di Tobe Hooper (2005)

Televisione
- Una bionda per papà (Step by Step) (1997-1998)